# Stepan Sus

Obispo Stepan Sus, 2020

Stepan Sus (ucr. Степан Сус) (Lviv,7 de octubre de 1981) es obispo de la Iglesia greco-católica ucraniana;  El 15 de noviembre de 2019, fue nombrado obispo de la curia del arzobispo mayor de Kiev y Halych y obispo titular de Zygris;  Jefe del Departamento de la Pastoral y Migración de la Curia Patriarcal de la IGCU desde el 16 de enero de 2020. 

## Biografía
Nació el 7 de octubre de 1981 en Lviv en la familia de Yaroslav y Oksana de la familia Bodnar.  Pasó su infancia en el pueblo Chyshky, distrito de Pustomyty, región de Lviv.  De 1988 a 1996 estudió en la escuela secundaria Chyshky.
De 1996 a 1999 estudió en el Liceo Histórico y Filosófico San Josafat en el monasterio basiliano de Búchach.  De 1999 a 2006 estudió en el Seminario Espíritu Santo en Lviv y en la Universidad Católica de Ucrania.  En 2009-2010 estudió en la Universidad Nacional Ivan Franko de Lviv, donde defendió su investigación sobre "El hombre en el contexto de la comunicación interpersonal: Dietrich von Hildebrant y Emmanuel Levinas", Master de Filosofía.  En 2014-2015 estudió en la Universidad Católica de Lublin, defendió su trabajo científico sobre el tema: "Capellanía militar a la luz del Concilio Vaticano II", Master de Teología.  En 2015-2017 estudió en el programa de licencias de la Universidad Católica de Ucrania en teología pastoral.
El 30 de junio de 2006, fue ordenado sacerdote por el Arzobispo y Metropolita de Lviv - Igor Vozniak en la Catedral San Jorge de Lviv.
En 2006, con la bendición del Arzobispo y Metropolitano de Lviv Igor Vozniak, creó y dirigió la organización religiosa "Centro de Capellanía Militar" de la Arquidiócesis de Lviv de la IGCU, cuya tarea es ayudar a los capellanes a proporcionar cuidado pastoral entre los militares.  En el mismo año fue nombrado capellán militar de la Academia Nacional de Fuerzas Terrestres Hetman Petro Sagaidachny y al syncello de la Arquidiócesis de Lviv de la IGCU para las capellanías de:militares, estudiantes, huérfanos yprisioneros.  Desde 2011 – párroco de la iglesia de la guarnición de los Santos Apóstoles Pedro y Pablo de la Arquidiócesis de Lviv de la IGCU.
En 2014, bajo su liderazgo, se creó un recurso de información Kapelanstvo.info, que cubre los eventos del ministerio pastoral y social de los capellanes de la Arquidiócesis de Lviv de la Iglesia greco-católica ucraniana entre los militares, estudiantes, huérfanos y prisioneros.
Habla ucraniano, inglés, polaco, ruso y francés.

## Obispo
El 15 de noviembre de 2019, el Vaticano anunció que el Sínodo de los Obispos de la Iglesia greco - católica de Ucrania, con el consentimiento previo del Papa Francisco, había elegido canónicamente al padre Stepan Sus como Obispo de la Curia del Arzobispo Mayor de Kiev-Halych. Obispo titular de Zygris.
El 16 de enero de 2020, fue nombrado jefe del Departamento de Pastoral y Migración de la Curia Patriarcal de la IGCU.  El 28 de enero de 2020, el obispo Stepan Sus fue nombrado el capellán general de la Asociación Juvenil de Ucrania.

## Premios
- Orden de la Academia Nacional de Fuerzas Terrestres Hetman Petro Sagaidachny "Por servicios a las Fuerzas Armadas" (noviembre de 2008),
- Galardón del Servicio Estatal de la Guardia de Fronteras de Ucrania (27 de mayo de 2015),
- Premio honorífico "Cruz del Capellán Militar" de la UGCC (15 de diciembre de 2015),
- Orden "Al mérito" del III grado (29 de julio de 2015) – por una contribución personal significativa al enriquecimiento espiritual del pueblo ucraniano, actividades culturales y educativas a largo plazo),
- Condecoración honoraria del Jefe del Estado Mayor General – Comandante en jefe de las Fuerzas Armadas de Ucrania "Al mérito a las Fuerzas Armadas de Ucrania" (7 de diciembre de 2016),
- Medalla de la Asociación de Cultura y Diplomacia de los EAU (14 de enero de 2017),
- Medalla "Operaciones de Fuerzas Conjuntas.  Por la victoria y la lealtad "(15 de agosto de 2018),
- Premio del Presidente de Ucrania "Por la participación humanitaria en la operación antiterrorista" (12 de octubre de 2018),
- Medalla "Por asistencia a las Fuerzas Armadas de Ucrania" (21 de noviembre de 2019).